# Čítač
Čítač je zařízení, které počítá nebo odpočítává (a někdy také zobrazuje), kolikrát proběhla určitá událost nebo proces. 

## Základní princip
Princip funkce je nárůst nebo pokles hodnoty o jednotku vzhledem k předchozí hodnotě při příchodu čítacího impulsu:
N(t) = N(t-1) + 1 nebo
N(t) = N(t-1) - 1
kde N = hodnota čítače, t = aktuální stav po příchodu čítacího impulsu, t-1 = časový okamžik před příchodem čítacího impulsu

## Elektrotechnický / elektronický čítač
Čítač určený pro rychlé čítání elektrických impulsů, řádově s frekvencí kHz, MHz až GHz. Podle konstrukce, též podle použitého reduktoru je možno čítače rozdělit na binární (dvojkové), oktanové (osmičkové), desítkové (dekadické) a hexadecimální (šestnáctkové). Z hlediska matematického zpracování impulsů se čítače dělí na vzestupné - zvyšuje svou hodnotu (inkrementační operace) a sestupné - snižuje svou hodnotu (dekrementační operace).
Elektronický čítač se většinou realizuje pomocí elektronických logických obvodů (především pomocí klopných obvodů). V takovém případě mívá vstup, na který se přivede časový vstup označovaný C / CLK, u obousměrných čítačů UP / DN, dále vstup nulování hodnoty - RESET, nastavení čítače na přednastavenou hodnotu - SET, uvolnění čítání - ENABLE / GATE, případně další. Na výstupech se binárně nebo v BCD kódu vypisuje číselná hodnota daného výstupu, často spolu s dalšími informacemi (přetečení).

## Softwarový čítač
Jako čítač může být označena i řídící proměnná nejčastěji celočíselného (nebo jiného ordinálního) typu v počítačovém programu, například řídící proměnná cyklu.